# Vita Nuova Holdings
Vita Nuova Holdings Ltd — британська приватна софтверна компанія, заснована у березні 2000 (за іншими даними 1996) року. Спеціалізується на розробці технологій розподілених та вбудованих систем. Штаб-квартира розташована в Йорку (Велика Британія).
Володіє правами на операційну систему Inferno, підтримує та поширює документацію на систему Plan 9 від Bell Labs, надає послуги тренінгу.

## Цікаві факти
- Назва компанії як і назви її основного продукту, системи Inferno та її складових, запозичені з творів Данте Аліг'єрі.